# Жэньхуай
Жэньхуа́й (кит. упр. 仁怀, пиньинь Rénhuái) — городской уезд городского округа Цзуньи провинции Гуйчжоу (КНР).

## История
Уезд Жэньхуай (仁怀县) был создан во времена империи Мин в 1601 году. Во времена империи Цин в 1908 году из него был выделен Чишуйский комиссариат (赤水厅). В 1915 году из уезда Жэньхуай был выделен уезд Сишуй.
После вхождения этих мест в состав КНР в конце 1949 года был создан Специальный район Цзуньи (遵义专区), и уезд вошёл в его состав. В 1970 году Специальный район Цзуньи был переименован в Округ Цзуньи (遵义地区).
30 ноября 1995 года уезд Жэньхуай был преобразован в городской уезд.
Постановлением Госсовета КНР от 10 июня 1997 года округ Цзуньи был преобразован в городской округ.

## Административное деление
Городской уезд делится на 3 уличных комитета, 12 посёлков, 5 волостей и 1 национальную волость.